# Kitō-ryū

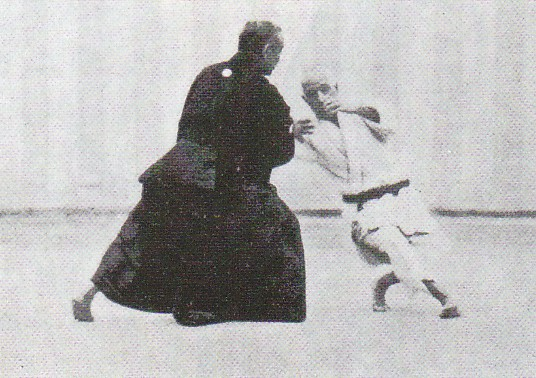
Jigorō Kanō e Yoshiyaki Yamashita eseguono il koshiki-no-kata, all'epoca conosciuto anche col nome di Kitō-ryū-no-kata essendo dedicato a tale scuola.

La Kitō-ryū (起倒流?, Kitō-ryū, Scuola dell'ascesa e della caduta) è un antico stile di arti marziali (koryū) di jūjutsu fondata da Toshinobu Ibaragi (俊房茨木?) nel 16° Kan'ei (1639).

## Descrizione
La Kitō-ryū include nage-waza (tecniche di proiezione), atemi-waza (tecniche di colpo), kansetsu-waza (tecniche di leva articolare) e shime-waza (strangolamenti). Simile a certi stili di aikijutsu, basa gran parte della sua filosofia su concetti come il ki (氣?) e l'abilità nel saperlo controllare ed usare. Inoltre, grande peculiarità dello stile è l'uso dei kuzushi come atto propedeutico all'applicazione delle nage-waza.
Dopo un po' Kanō riportò i risultati della sua ricerca ad Iikubo-sensei e questi ne confermò la validità. Di conseguenza suggerì a Kanō di fare randori con avversari più giovani mentre lui stesso non praticò più randori con Kanō, finché un giorno gli consegnò il diploma della Kitō-ryū insieme ad altre pergamene.»
(Toshirō Daigo)